# Helina auranticornis
Helina auranticornis este o specie de muște din genul Helina, familia Muscidae, descrisă de Fritz Isidore van Emden în anul 1951.
Este endemică în Zimbabwe. Conform Catalogue of Life specia Helina auranticornis nu are subspecii cunoscute.